# Blue Cheer (album)
Blue Cheer je čtvrté album skupiny Blue Cheer, vydané v roce 1969 v Philips Records.

## Seznam skladeb

### Strana 1
1. "Fool" (Grelecki, Gary Lee Yoder) – 3:26
2. "You're Gonna Need Someone" (Mayell, Stephens) – 3:31
3. "Hello LA, Bye Bye Birmingham" (Delaney Bramlett, Mac Davis) – 3:29
4. "Saturday Freedom" (Stephens) – 5:47
5. "Ain't That the Way (Love's Supposed to Be)" (Kellogg, Peterson) – 3:11

### Strana 2
1. "Rock and Roll Queens" (Kellogg, Peterson) – 2:44
2. "Better When We Try" (Kellogg) – 2:48
3. "Natural Man" (Kellogg, Peterson) – 3:36
4. "Lovin' You's Easy" (Stephens) – 3:50
5. "The Same Old Story" (Grelecki, Yoder) – 3:53

## Sestava
- Bruce Stephens – kytara, zpěv
- Dickie Peterson – baskytara, zpěv
- Ralph Burns Kellogg – klávesy
- Norman Mayell – bicí
- Eric Albronda – producent, doprovodný zpěv